# 斯特靈 (喬治亞州)
斯特灵（英語：Sterling）是位於美國喬治亞州格林縣（Glynn County）的一個非建制地區。該地的面積和人口皆未知。

## 地理
斯特灵的座標為31°16′21″N 81°33′41″W / 31.27250°N 81.56139°W，而該地的平均海拔高度為3米（即10英尺）。